# Ukroćena goropadnica
Ukroćena goropadnica (izvorno: The Taming of the Shrew), komedija engleskog književnika Williama Shakespearea, napisana u prvoj polovici 1590-ih, a tiskana 1623.

## Radnja
Radnja se događa u Padovi, gdje su se okupili prosci lijepe Biance, kćeri bogatog Battiste Minole. Međutim, otac je ne želi udavati dok se ne uda njena starija sestra Katarina, poznata po svojoj nezgodnoj i goropadnoj naravi. U Padovu na to stiže veronski plemić Petruccio u potrazi za bogatom ženom i dobrim mirazom. Prijatelj Hortensio, jedan od Biancinih prosaca, upućuje ga na Katarinu. Prva fabularna linija prati turbulentno Petrucciovo udvaranje temperamentnoj Katarini, tijekom kojeg Petruccio nepredvidivim ponašanjem i domišljatim potezima primorava mladu na promjenu vlastite ćudi. Protagonisti se zaljubljuju i na kraju komedije su najskladniji par. Druga fabularna linija prati zaplete i obrate vezane uz prošnju mile, ali i proračunate Biance, čiju ruku žele padovanski plemić Hortensio, stariji bogataš Gremio i student iz Pise Lucenzio, inače i sin bogatog firentinskog gospodina. Bianca se na kraju udaje za Lucenzija, dok Hortensio ženi bogatu udovicu.
- Petruccio izaziva scenu s krojačem (Washington Allston, 1809.)
- Katarina udara učitelja glazbe (Louis Rhead, 1918.)
- Kevin Black (Petruchio) i Emily Jordan (Kate) u kalifornijskoj izvedbi Ukroćene goropadnice 2003.
- Ada Rehan kao Katarina (1887.)
- Petruccio prevrće trpezu (ilustracija: Georg Goldberg, oko 1850.)

## Likovi
- Battista Minola, bogati građanin iz Padove
- Katarina Minola, goropadnica, starija Battistina kći
- Petruccio, plemić iz Verone, Katarinin prosac
- Grumio, Petruccijev sluga
- Bianca, mlađa Battistina kći
- Gremio, bogati stariji gospodin iz Padove
- Hortensio, plemić iz Padove
- Lucenzio, student iz Pise
- Tranio, Lucenzijev sluga
- Biondello, Lucenzijev sluga
- Vincenzo, bogati građanin iz Pise, Lucenzijev otac
- Krojač
- Učitelj iz Mantove
- Udovica
- Petar
- Rafael
- Grgur
- Nathaniel
- Filip
- Časna i Bijela Kolombina
- Časna i Crvena Kolombina